# Manuel Pérez Álvarez
Manuel Pérez Álvarez (Sober, 3 de diciembre de 1946) es un político español afiliado al Partido Popular y licenciado en Derecho por la Universidad de Santiago y perteneciente al cuerpo de Inspectores de Trabajo.
Manuel Pérez Fue concejal del ayuntamiento de Vigo (1987-1999) y diputado del Parlamento de Galicia (1989-1995) donde fue conselleiro de Trabajo y servicios sociales en el gobierno de Manuel Fraga. 
Durante su etapa como conselleiro de Trabajo de la Xunta de Galicia, participó en la puesta en marcha de la RISGA (Renta de Integración Social).
Fue el primer alcalde de Vigo que ganó las elecciones por mayoría absoluta (1995-1999). Por diferencias con su partido no se presentó a las elecciones municipales de 1999, en las que el PP perdería la alcaldía.
Pérez fue miembro del Senado (1996-1998) y miembro del Parlamento Europeo (1999-2004).
En diciembre de 1996, ejerciendo como alcalde de la ciudad de Vigo, realizó unas polémicas declaraciones en las que, amparándose en ordenanzas municipales, solicita la expulsión de mendigos y vendedores de la ciudad. Por aquella época, este tipo de ordenanzas estaban siendo derogadas en otros municipios a petición del Defensor del Pueblo.
| Predecesor: Carlos González Príncipe | Alcalde de Vigo 1995-1999 | Sucesor: Lois Pérez Castrillo |

- Datos: Q577396